# Бял амур
Белият амур (Ctenopharyngodon idella) е риба, пренесена в България от Русия, като родината ѝ са реките Амур и Усури в Далечния изток. Оттам, поради изключително ценните си стопански качества и най-вече бързия темп на растеж, рибата е изкуствено разселена в Европа и Америка. В България първите амури са внесени още през 1964 г.

## Биологични особености
На дължина достига над 120 cm и тегло 32 kg. Световният рекорд е 39,75 kg и е поставен в България от Стоян Илиев през 2009 г. в язовир Пясъчник. Месото му е бяло и вкусно, има удължено, заоблено тяло, покрито с едри люспи, подобни на тези на шарана. На пръв поглед белият амур силно напомня речния кефал – със същото торпедовидно тяло с мощна широкочела глава, подобни едри, изрядно подредени люспи, окръглени плавници, особено горният и аналният. При клена чифтните плавници са червено-оранжеви, а тук са опушено сиви. Освен това при белия амур опашната перка е повече изрязана навътре, с по-изразена стреловидност и при нея липсва по-тъмният кант в края, както е при клена. Съразмерно с тялото, при амура и устата е по-малка, отколкото при речния кефал, а хрилните капаци са радиално отчетливо набраздени. Хвърля хайвера си в руслото на пълноводни бързотечащи реки. Освен в река Дунав, в България не е констатиран случай на естествено размножаване. През първите етапи, личинките се хранят с дребен зоопланктон, като постепенно преминават на по-едри форми, като безгръбначни, хирономидни ларви, ракообразни. С нарастването си, белият амур започва да приема мека водна растителност, като възрастните консумират главно висши водни и сухоземни растения, с добре изразена избирателна способност към различните видове. Нараства различно в отделните климатични зони, като достига полова зрелост във възраст от 4 до 10 години. На дължина достига до 1 m, а масата на тялото му – 32 kg.

## Стопанско значение
Най-ценното стопанско качество на белия амур е това, че може да се използва за биологична борба с обрастването на язовири, езера, блата, напоителни и отводнителни канали. В рибовъдните стопанства, отглеждан в поликултура, консумира и фураж, макар и да не го оползотворява добре.